# Cantone di Bourg-de-Péage
Il Cantone di Bourg-de-Péage è un cantone della Francia dell'arrondissement di Valence.
A seguito della riforma approvata con decreto del 20 febbraio 2014, che ha avuto attuazione dopo le elezioni dipartimentali del 2015, è passato da 15 a 2 comuni e una frazione urbana.

## Composizione
I 15 comuni facenti parte prima della riforma del 2014 erano:
- Alixan
- Barbières
- La Baume-d'Hostun
- Beauregard-Baret
- Bésayes
- Bourg-de-Péage
- Charpey
- Châteauneuf-sur-Isère
- Chatuzange-le-Goubet
- Eymeux
- Hostun
- Jaillans
- Marches
- Rochefort-Samson
- Saint-Vincent-la-Commanderie

Dal 2015 i comuni appartenenti al cantone sono i seguenti:
- Alixan
- Bourg-de-Péage
- la parte del comune di Romans-sur-Isère non inclusa nel cantone di Romans-sur-Isère